# Salamoia bolognese
La salamoia bolognese, localmente conosciuta anche come aglione (ajòn in bolognese) o concia, è una miscela di spezie e erbe aromatiche tipica della cucina bolognese, e più in generale emiliano-romagnola.
Contrariamente a quanto potrebbe sembrare dal nome, la salamoia bolognese non è una soluzione acquosa, ma una preparazione solida in cui gli ingredienti sono pestati a crudo.
Originariamente utilizzata per conservare gli alimenti, è oggi impiegata prevalentemente come condimento, per insaporire secondi piatti a base di carne, pesce o verdure.

## Ingredienti
La salamoia bolognese non ha una ricetta fissa, gli ingredienti possono variare rispetto al gusto personale. Fondamentale è la presenza del sale e dell'aglio, a cui vanno aggiunti alcuni odori, tra cui sempre presenti sono la salvia e il rosmarino. Altri ingredienti possibili sono alloro, maggiorana, coriandolo, menta e scorza di limone, che contribuisce a dare alla mistura un sapore più delicato.